# Pierre Boudet (peintre)
Pour les articles homonymes, voir Boudet et Pierre Boudet.
Pierre Boudet est un peintre et lithographe français né le 27 janvier 1915 à Versailles et mort le 3 mars 2011 à La Couture-Boussey.

## Biographie
Pierre Boudet est élève de Jean-Gabriel Domergue.
Il peint des vues  de Paris, Versailles, Collioure, Normandie (Rouen, Le Havre, Honfleur, Deauville, Trouville-sur-Mer), Bretagne (île de Saint-Cado), Camargue, Italie (Venise), Maroc (place Jemaa el-Fna à Marrakech, fontaine Nejjarine à Fès), et des natures mortes de fleurs.

## Contributions bibliophiliques
- Marie-Antoinette de Helle, Le vieux Versailles, deux tomes (tome 1 : Les origines, la cité royale, les monuments et hôtels de nos jours, illustrations dont frontispice de Pierre Boudet, 1969 ; tome II : La cité royale : les monuments de Louis XV et Louis XVI, les anciens hôtels seigneuriaux et demeures particulières de Versailles, 32 reproductions de dessins de Pierre Boudet en hors-texte, 1970), Versailles, Éditions d'art Henri Lefèvre, 1969-1970.
- Collectif (88 textes par Boutros Boutros-Ghali, Jacques Chirac, Jacques-Yves Cousteau, François Mitterrand, Mère Teresa, Léopold Sédar Senghor, Noor de Jordanie, Henri de Laborde de Montpezat, Barbara Hendricks, Shimon Peres, Yasser Arafat, Iannis Xenakis, Alexandre Zinoviev…), Le livre international de la paix, lithographies de Françoise Adnet, Paul Ambille, Michèle Battut, Pierre Boudet, Hans Erni, Monique Journod, Michel Jouenne…, 300 exemplaires numérotés, Éditions Pierre et Philippe de Tartas, 1994.

## Expositions

### Expositions personnelles
- Hôtel de Pompadour, Versailles, 1955.
- Galerie Yves Jaubert, Paris, janvier-février 1970.
- Pavillon de Toulouse, Versailles, septembre-octobre 1970.
- Galerie de l'Ysle, Paris, 1997.

### Expositions collectives
- Salon des artistes français, Paris, à partir de 1945.
- Salon des indépendants, Paris, à partir de 1945.
- Salon d'hiver, Paris, à partir de 1950.
- Salon Violet, vers 1960.
- Salon d'art libre, vers 1960.
- Biennale itinérante de peinture française, Buenos-Aires, Chicago, New York, Washington, Montréal, 1968[1].
- Versailles au XXe siècle, muse des artistes, musée Lambinet, Versailles, septembre-novembre 2020[2].

## Récompenses
- Premier grand prix de Tossa de Mar, 1964[1].
- Premier prix du Gouvernement de Gérone, 1964[1].

## Collections publiques
- Versailles, musée Lambinet[3] :
  - La Maison des musiciens du Roi à Versailles, 1950, huile sur toile ;
  - La Place Hoche, vue du côté Notre-Dame, huile sur toile ;
  - La Place Hoche, vue vers la place d'armes, huile sur toile, 1950[2] ;
  - Le Parc Balbi à Versailles, huile sur toile ;
  - La Maison des Italiens (façade sur jardin), dessin à l'encre et au feutre.